# Bandit (profumo)
Bandit è un profumo femminile dell'azienda di profumeria francese Robert Piguet Parfumes.

## Storia
Bandit è stato il primo profumo ad essere lanciato dall'azienda Robert Piguet Parfumes, che proprio grazie a questo exploit consoliderà il proprio nome nell'industria della profumeria. Creato dal "naso" Germaine Cellier Bandit fonde le note esotiche di cuoio, legno, spezie e di gelsomini e garofano, evolvendosi in una base di vetiver, patchouli e muschio. Secondo la filosofia dell'azienda, "Bandit è il profumo perfetto per creare un alone di malizia". Piguet stesso voleva che il profumo apparisse quanto più sfrontato possibile.
Germaine Cellier utilizzò per la prima volta nella storia della profumeria unì il fiore d'arancio alla tuberosa, per creare l'idea della femme fatale che le era stata commissionata da Piguet. L'esperienza maturata con la sperimentazione olfattiva di Bandit porterà la Cellier a realizzare in futuro varie altre fragranze importanti come Vent Vert (1947) e Jolie Madame (1953) per Pierre Balmain e Fracas, sempre di Piguet.
Il profumo fu messo in commercio nel 1942, ma arrivò negli Stati Uniti soltanto nel 1944. Negli anni successivi furono prodotte numerose nuove edizioni del profumo, con composizione riorchestrata. La prima nuova rielaborazione risale al 1959. Nel 1999 la formula di Bandit è stata notevolmente modificata da Delphine Lebeau della Givaudan, e messa in commercio in una nuova edizione, affiancata ad una versione pou homme del profumo.